# Municipio de Crawford (condado de Cherokee)
El municipio de Crawford (en inglés: Crawford Township) es un municipio ubicado en el condado de Cherokee en el estado estadounidense de Kansas. En el año 2010 tenía una población de 636 habitantes y una densidad poblacional de 6,74 personas por km².

## Geografía
El municipio de Crawford se encuentra ubicado en las coordenadas 37°10′1″N 94°46′6″O / 37.16694, -94.76833. Según la Oficina del Censo de los Estados Unidos, el municipio tiene una superficie total de 94.36 km², de la cual 94,23 km² corresponden a tierra firme y (0,13 %) 0,13 km² es agua.

## Demografía
Según el censo de 2010, había 636 personas residiendo en el municipio de Crawford. La densidad de población era de 6,74 hab./km². De los 636 habitantes, el municipio de Crawford estaba compuesto por el 92,77 % blancos, el 0,63 % eran afroamericanos, el 2,83 % eran amerindios, el 0,79 % eran asiáticos y el 2,99 % eran de una mezcla de razas. Del total de la población el 0 % eran hispanos o latinos de cualquier raza.